# Sarasota Herald-Tribune
El Sarasota Herald-Tribune es un periódico diario de Estados Unidos. Se edita en Sarasota, en el estado de Florida, y su directora es Diane McFarlin.
Es propiedad de The New York Times Company, que lo adquirió en 1982, y forma parte de su grupo de periódicos regionales. Junto con Comcast, el diario opera un canal de televisión por cable de 24 horas llamado SNN News 6. 
En 2011 fue galardonado con un Premio Pulitzer en la categoría de periodismo de investigación gracias a los artículos de Paige St. John sobre el sistema de pólizas de seguro inmobiliario en el estado de Florida.
La redacción del Sarasota Herald-Tribune está en un edificio diseñado por Arquitectonica que ganó el «Premio a la Excelencia» del Instituto de arquitectura de Estados Unidos (American Institute of Architect's Award of Excellence).